# Tirà crestat trist
El tirà crestat trist (Myiarchus barbirostris) és un ocell de la família dels tirànids (Tyrannidae).

## Hàbitat i distribució
Habita els boscos de Jamaica.